# Emerging Sources Citation Index
ESCI, acronimo di Emerging Sources Citation Index, è un indice di citazione fondato da Thomson Reuters nel 2015 e attualmente gestito da Clarivate Analytics. La banca dati comprende "riviste accademiche di importanza regionale e in emergenti settori scientifici".
Insieme a Science Citation Index Expanded (SCIE), Social Sciences Citation Index (SSCI) e Arts and Humanities Citation Index (AHCI), la banca dati ESCI è collocabile tra le principali del web.